# Vasili Sergeyevich Kulkov
Vassily Sergeyevich Kulkov (tiếng Nga: Василий Сергеевич Кульков; 11/6/1966- 10/10/2020) là một cựu tuyển thủ đội tuyển bóng đá quốc gia Liên Xô và Nga. Chơi ở các vị trí hậu vệ và tiền vệ. Kiện tướng thể thao từ năm 1989. Từ 2007-2008 là trợ lý huấn luyện viên đội FC Lokomotiv Moskva. Từ 2009 là huấn luyện viên đội trẻ cho FC Spartak Moskva.

## Xuất thân
Kulkov sinh ra tại Moskva và trưởng thành từ lò luyện tài năng trẻ của đội FC Dynamo Moskva.

## Sự nghiệp cầu thủ
Kulkov bắt đầu chơi ở giải bóng đá ngoại hạng Liên Xô từ năm 1989 trong màu áo của FC Spartak Moskva ở vị trí hậu vệ trái. Anh cùng đội này đoạt chức vô địch giải năm 1989 và á quân giải năm 1991. Năm 1991, Kulkov sang đầu quân cho SL Benfica (Bồ Đào Nha) cùng người đồng đội Spartak là Aleksandr Mostovoi. Năm 1993, anh cùng đội này đoạt Cúp Bồ Đào Nha. Năm 1994, Kulkov chuyển sang đá cho FC Porto trong một mùa bóng. Từ năm 1995, Kulkov trở về Nga thi đấu lần lượt cho nhiều câu lạc bộ.
Trận đấu trong màu áo đội tuyển quốc gia đầu tiên của Kulkov là ngày 26 tháng 4 năm 1989 trong trận Liên Xô- CHDC Đức trong vòng loại giải vô địch bóng đá thế giới 1990. Do chấn thương, Kulkov lỡ cơ hội tham gia vòng chung kết các Euro 1992 và 1996. Trước vòng chung kết giải vô địch bóng đá thế giới 1994, Kulkov cùng một số cầu thủ nữa ký vào thư đòi huấn luyện viên trưởng đội tuyển Pavel Sadyrin từ chức. Sadyrin không từ chức; và Kulkov quyết định rút khỏi đội tuyển. Tính chung, Kulkov đã thi đấu 21 trận cho đội tuyển Liên Xô và SNG, 21 trận cho đội tuyển Nga. Mặc dù trong đội tuyển, Kulkov được phân công đá ở vị trí hậu vệ trái hoặc tiền vệ phòng ngự, nhưng anh cũng đã ghi được 5 bàn thắng cho đội tuyển Nga.